# اجاره‌نشین‌ها (مجموعه تلویزیونی)
اجاره‌نشین‌ها (لهستانی: Lokatorzy) یک مجموعهٔ تلویزیونی کمدی لهستانی است که در سال ۲۰۰۰ منتشر شد.

## گزیدهٔ بازیگران

### اصلی
- آگنیشکا میخالسکا
- اُلگا بوریس
- میخاو لِشِنی
- ماچئی کوالفسکی
- آندژی کوپیچینسکی
- پاتریتسیا شچپانوفسکا
- آنجلیکا پیخوویاک
- اِوا شیکولسکا
- مارک شودیم
- میخاو میلوویچ
- ماوگوژاتا لوینسکا

### مکمل و میهمان
- استانیسواف برودنی
- یاتسک لنارتوویچ
- زبیگنیف بوچکوفسکی
- یاتسک خمیلنیک
- کاتاژینا فیگورا
- یانوش خابیور
- ماریا گوادگوفسکا
- ایرنا کارل
- مارک بارباشیویچ
- ایوونا گوزوفسکا
- داریوش شیاستاچ
- آرکادیوش یانیچک
- آنا مایخر
- بئاتا بوچک-ژارنتسکا
- تومیرا کُوالیک
- توماش ماندس
- ویتولد ویلینسکی
- کشیشتف یانچار
- ماچئی کویافسکی
- گژگوش میشتال
- پیوتر شیفکیـِویچ
- کارولینا آدامچیک
- اِوا کاسپژیک
- اِوا پاکووا
- رومان کوسوفسکی
- ترسا لیپووسکا
- ماگدالنا اوگورک
- ائوگنیوش پریویژینسف
- بوهدان وازوکا
- لئون نیمچیک
- رادوسواف پازورا
- تادئوش پلوچینسکی
- ماوگوژاتا پوتوتسکا
- آنا پژیبیلسکا
- اِوا ساواتسکا
- کاتاژینا اسکژینتسکا
- گراژینا شاپوووفسکا
- هنریک تالار
- مارچین ترونسکی
- بئاتا تیشکیه‌ویچ
- ویکتور زبوروفسکی
- کارولینا آدامچیک
- ماریوش درنژک
- یان پروخیرا
- تامارا آرچیوخ
- ویولتا آرلاک
- آنا چیترو
- ماچئی دونال
- اوا کوزیک-فلورچاک
- ماریان گلینکا
- کشیشتف کیرشنوفسکی
- میکلای کراوچیک
- ورونیکا کشیانژکیه‌ویچ
- الکساندرا نیشپیلاک
- آندژی پوپیل
- ماگدالنا روژچکا
- ماوگوژاتا سخا
- آنا ونجیکوفسکا
- توماش ویننتسک
- میه‌چیسواف مورانسکی
- آلیتسیا باخلدا-تسروش
- یوآنا بندا
- پشمیسواف بلوشچ
- ائوگونیوش کویافسکی
- اِوا بوروویک
- رومن بوگای
- بئاتا خروشچینسکا
- زوفیا چروینسکا
- آنا درشوفسکا
- مارچین دوروچینسکی
- ایزابلا جیارسکا
- بوهدان ایمونت
- آندژی فدوروویچ
- کاتاژینا گلینکا
- مایا هیرش
- یژی زیگمونت نواک
- ریشارد یاشنیویچ
- الژبیتا یاروشیک
- مونیکا یاروسینسکا
- ماوگوژاتا لیپمان
- واندا نویمان
- کارولینا نواکوفسکا
- یولانتا مروتک
- استانیسواف میخالسکی
- ریشارد رونچفسکی
- ایوونا رولویچ
- ناتالیا ریبیتسکا
- تاتینا سوسنا-سارنو
- کریستینا تکاچ
- مارتا والشیاک
- کاتاژینا والتر
- زوفیا زبوروفسکا
- آنتا زایونتس
- ماوگوژاتا زایاژکوفسکا
- میروسواف زبرویویچ
- باربارا ژیلینسکا